# Убанарі
Острів Убана́рі (яп. ウ離島, ウばなりじま, Убанарі-Дзіма, Уханаре) — невеликий острів в складі острівної групи Яеяма островів Сакісіма архіпелагу Рюкю. Адміністративно відноситься до округу Такетомі повіту Яеяма префектури Окінава, Японія.
Незаселений острів розташований біля мису Нобару, північно-східного краю острова Іріомоте. На заході біля Убанарі розташований ще один маленький острівець.
Площа становить 0,05 км², висота 17 м.

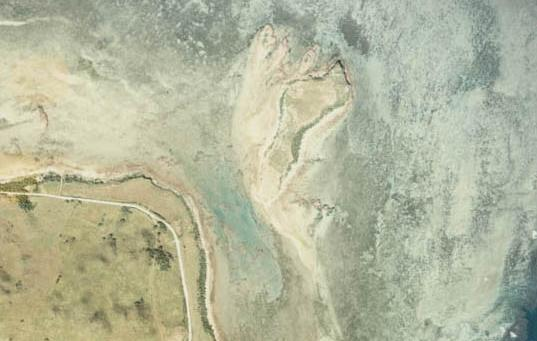
Супутниковий знімок острова